# Ислам во Французской Полинезии
Ислам во Французской Полинезии — религия меньшинства на территории Французской Полинезии. В Французской Полинезии насчитывается около 500 мусульман, что составляет менее 0,1 % от всего населения Французской Полинезии.

## История
Ислам начал массово проникать в Французскую Полинезию в конце XX — начале XXI века вместе с мигрантами из Северной Африки, в основном с Алжира. В 2013 году на Таити в городе Папеэте была открыта первая и пока единственная мечеть во Французской Полинезии. Инициатором открытия был имам Хичам эль-Беркани, 23-летний француз марокканского происхождения. В последние годы между христианской и мусульманской общинами Французской Полинезии наблюдается сильная напряженность. В то время как правительство предоставляет право на свободу вероисповедания и свободу создания религиозных объединений.

## Количество и расселение
В Французской Полинезии насчитывается около 500 мусульман, большинство из которых проживает на Таити,